# Шермбек
Шермбек (њем. Schermbeck) општина је у њемачкој савезној држави Северна Рајна-Вестфалија. Једно је од 12 општинских средишта округа Везел. Према процјени из 2010. у општини је живјело 13.714 становника. Посједује регионалну шифру (AGS) 5170036, NUTS (DEA1F) и LOCODE (DE SCK) код.

## Географски и демографски подаци
Шермбек се налази у савезној држави Северна Рајна-Вестфалија у округу Везел. Општина се налази на надморској висини од 27 метара. Површина општине износи 110,7 km². У самом мјесту је, према процјени из 2010. године, живјело 13.714 становника. Просјечна густина становништва износи 124 становника/km².